# Volta a Llombardia 2002
La 96a edició de la Volta a Llombardia es disputà el 19 d'octubre de 2002. L'italià Michele Bartoli en fou el vencedor.

## Classificació General
|    | Ciclista             | Equip                  | Temps      |
| -- | -------------------- | ---------------------- | ---------- |
| 1  | Michele Bartoli      | Fassa Bortolo          | 6h 14' 49" |
| 2  | Davide Rebellin      | Team Gerolsteiner      | m. t.      |
| 3  | Oscar Camenzind      | Phonak Hearing Systems | m. t.      |
| 4  | Marco Serpellini     | Lampre-Daikin          | m. t.      |
| 5  | Francesco Casagrande | Fassa Bortolo          | m. t.      |
| 6  | Michael Boogerd      | Rabobank               | m. t.      |
| 7  | Pablo Lastras        | iBanesto.com           | m. t.      |
| 8  | Joseba Beloki        | ONCE-Eroski            | m. t.      |
| 9  | Dario Frigo          | Tacconi Sport-Emmegi   | m. t.      |
| 10 | Francisco Mancebo    | iBanesto.com           | m. t.      |